# Daniel Pausch
Daniel Pausch (d. Ä.) (* um 1618 in Frühbuß; begraben 2. Dezember 1686 ebenda) war ein böhmischer Gewerke, Gerichtsbeisitzer und Bergmeister von Frühbuß.

## Leben
Er war möglicherweise Sohn des Gabriel Pausch, der von 1639 bis 1644 das Richteramt bekleidete, und dessen Ehefrau Catharina geb. Zencker. Die Familie stammte ursprünglich aus Trinksaifen und führte dort den Familiennamen Zettel bzw. Zöttel. Pausch war wie die meisten Bewohner des Ortes im Zinnbergbau tätig, so betrieb er laut Steuerrolle von 1654 einen halben Schacht und war außerdem dort Gerichtsbeisitzer. Um seines Besitzes und seiner Stellung nicht verlustig zu werden, konvertierte er zu Zeiten der Gegenreformation zum Katholizismus. Nach dem Tode des Bergmeisters von Frühbuß, Elias Baumgärtel, 1678, wurde er zu dessen Nachfolger ernannt. Er bekleidete das Amt bis zu seinem Tode 1686. Aufgrund gestiegener Nachfrage nach Zinnblechen in der zweiten Hälfte des 17. Jahrhunderts erfuhr der Bergbau in Frühbuß unter seiner Amtszeit eine zweite wirtschaftlicher Blüte und erhielt so auch neue Bergprivilegien. Seine Söhne Johannes und Christian Pausch waren in Frühbuß ebenfalls als Zinngewerke tätig.

## Familie
Daniel Pausch ehelichte Catharina. Es sind folgende Kinder bekannt:
- Maria; ⚭ 1665 in Frühbuß Christian Baumgartel
- Johannes; ⚭ 1699 in Neudek Elisabeth Ullmann
- Susanna; ⚭ 1667 in Frühbuß Christian Hennig
- Christian; ⚭ 1676 in Frühbuß Johanna Dorothea Richter